# 毛果绞股蓝
毛果绞股蓝（学名：Gynostemma pentaphyllum var. dasycarpum）为葫芦科绞股蓝属下的一个变种。

## 扩展阅读
- 維基物種上的相關：毛果绞股蓝